# Teva Rohfritsch
 (mai 2013).
Si vous disposez d'ouvrages ou d'articles de référence ou si vous connaissez des sites web de qualité traitant du thème abordé ici, merci de compléter l'article en donnant les références utiles à sa vérifiabilité et en les liant à la section « Notes et références ».
Teva Rohfritsch, né le 3 février 1975, est un homme politique français, anciennement membre du Tapura huiraatira après avoir dirigé A Ti'a Porinetia de 2013 à 2016.
De 2015 à 2020, il est membre du gouvernement d'Édouard Fritch comme ministre de la Relance économique, de l'Économie bleue, de la Politique numérique puis comme ministre de l'Économie et des Finances. Il est également vice-président de la Polynésie française de 2017 à 2020.
Le 27 septembre 2020, il est élu sénateur de la Polynésie française. En septembre 2022, il quitte le Tapura huiraatira et crée un nouveau parti autonomiste, Ia Ora te Nuna'a.

## Biographie

### Jeunesse et études
Après un bac B en 1992, il poursuit ses études en métropole, après une prépa HEC au lycée Paul-Gauguin de Papeete, à l'école supérieure de gestion et finances (ESGF) à Paris. Il obtient une maîtrise en management puis un DESS en Aménagement du territoire et développement économique local. Il travaille ensuite dans le privé, d'abord comme chargé d'études dans une société de gestion d'autoroutes puis en Polynésie dans la banque SOCREDO où il termine comme directeur général adjoint de l'Océanienne de services bancaires, une filiale.

### Ministre de Gaston Flosse (2003-2008)
En novembre 2003, il est appelé par Gaston Flosse pour devenir ministre du Tourisme et de la Promotion des exportations, mandat qui se termine en avril 2004. Il redevient ministre en octobre 2004, jusqu'en février 2005, à l'Économie et au Tourisme, puis de juillet 2006 à juillet 2007, à l'Économie, Emploi et Dialogue social (gouvernement Gaston Tong Sang) pour redevenir le porte-parole de Gaston Flosse de mars à avril 2008.
En février 2008, il est élu pour le Tahoeraa Huiraatira à l'Assemblée de Polynésie française, mais en février 2009 il devient ministre d'Oscar Temaru et s'éloigne définitivement du mouvement orange en avril 2009 pour devenir sans étiquette.
En 2012, il crée son mouvement, baptisé O' Hiva, en vue des élections de 2013, huit mois après avoir démissionné comme représentant à l'APF. Il obtient près de 10 % dans la Troisième circonscription de la Polynésie française au premier tour.
En 2013, il devient le leader d'un mouvement réunissant les opposants au mouvement orange de Gaston Flosse qui refusent de s'allier aux indépendantistes d'Oscar Temaru : A Ti'a Porinetia (le Rassemblement des Polynésiens) qui devient la troisième force lors de l'élection des représentants à l'Assemblée de la Polynésie française de 2013 où il dépasse les 25 % des voix au second tour.

### Ministre d'Edouard Fritch (2015-2020)
Le 27 mai 2015, il devient ministre de la Relance économique, de l'Économie bleue, de la Politique numérique, chargé de la Promotion des investissements à la faveur d'un remaniement ministériel sous la présidence d'Edouard Fritch. En 2016, il rejoint le Tapura Huiraatira, dont il devient le premier vice-président.
Il quitte le Parti Tapura Huiraatira et il demissionne de son poste Premier Vice-président et du groupe de la Majorité

### Vice-président de la Polynésie française (2017-2020)
Teva Rohfritsch devient  vice-président de la Polynésie française, succédant à Nuihau Laurey.

#### Échec aux municipales 2020 et démission
Lors du premier tour des élections municipales de 2020, les électeurs de la commune de Punaauia plébiscitent la liste du maire sortant, Simplicio Lissant, élu avec plus de 68% des voix.
Teva Rohfritsch ne recueille que 22%, un échec pour le vice-président qui avait reçu l'investiture du parti au pouvoir, le Tapura. Le 15 mars 2020, vaincu aux municipales, il présente sa démission de la vice-présidence de la Polynésie française, comme il s'y était engagé en cas de défaite aux élections municipales de Punaauia.
Le président Édouard Fritch la refuse dans l'après-midi. Finalement, il démissionne en septembre 2020 afin d'être élu sénateur français.

### Sénateur et représentant de la Polynésie française
Teva Rohfritsch est candidat aux élections sénatoriales du 27 septembre 2020 et est élu, avec le Tapura Huiraatira. Au Sénat, il rejoint le groupe RDPI.
En octobre 2020, après avoir quitté sa fonction de Vice-président du Pays, il retourne à son mandat de représentant à l'Assemblée de la Polynésie française.
En janvier 2022, il est rapporteur de la mission d'information : « L'exploration, la protection et l'exploitation des fonds marins : quelle stratégie pour la France ? ».
En août 2022, il fait adopter un amendement pour la Polynésie française dans le projet de loi de finances rectificative de 2022, ce dernier donne aux collectivités du Pacifique un montant de 477 millions de Franc Pacifique pour le financement des aides alimentaires aux ménages les plus modestes.

### Président d'Ia Ora te Nuna'a
Le 14 septembre 2022, Teva Rohfritsch et Nicole Bouteau annoncent quitter le Tapura huiraatira, critiquant l'absence de remaniement à l'approche des élections territoriales de 2023 et leurs déceptions quant à la présidence d'Édouard Fritch,.
Après plusieurs mois sans actualité politique, le parti Ia Ora te Nuna'a est créé et annoncé le 7 décembre 2022, avec Teva Rohfritsch à la présidence du parti.
Lors de la création du parti, ce dernier revendique une idéologie autonomiste, de dépasser les clivages traditionnels, c'est-à-dire situé au centre, et de se concentrer sur des thématiques comme la justice sociale, la décentralisation et l'écologie.